# Maria Antònia Salvà i Ripoll
Maria Antònia Salvà i Ripoll (Palma, Mallorca, 4 de novembre de 1869 - Llucmajor, Mallorca, 29 de gener de 1958) fou una poetessa i traductora mallorquina. Considerada la primera poeta moderna en llengua catalana, està vinculada a la Renaixença mallorquina. Va escriure poemaris com Espigues en flor (1926), El retorn (1934) i Lluneta del pagès (1952) i llibres de prosa com Viatge a Orient (1907) i Entre el record i l'enyorança (1955). Salvà era, en efecte, «una poeta que es disfressava de traductora» per trobar acceptació en el món masculí de la poesia de la seva època. Les seves traduccions van tenir, i tenen, gran ressò, especialment la seva versió del 1917 de l'obra Mireia (1859), de Frederic Mistral. Era germana del pintor Francesc Salvà i del polític Antoni Salvà.

## Biografia

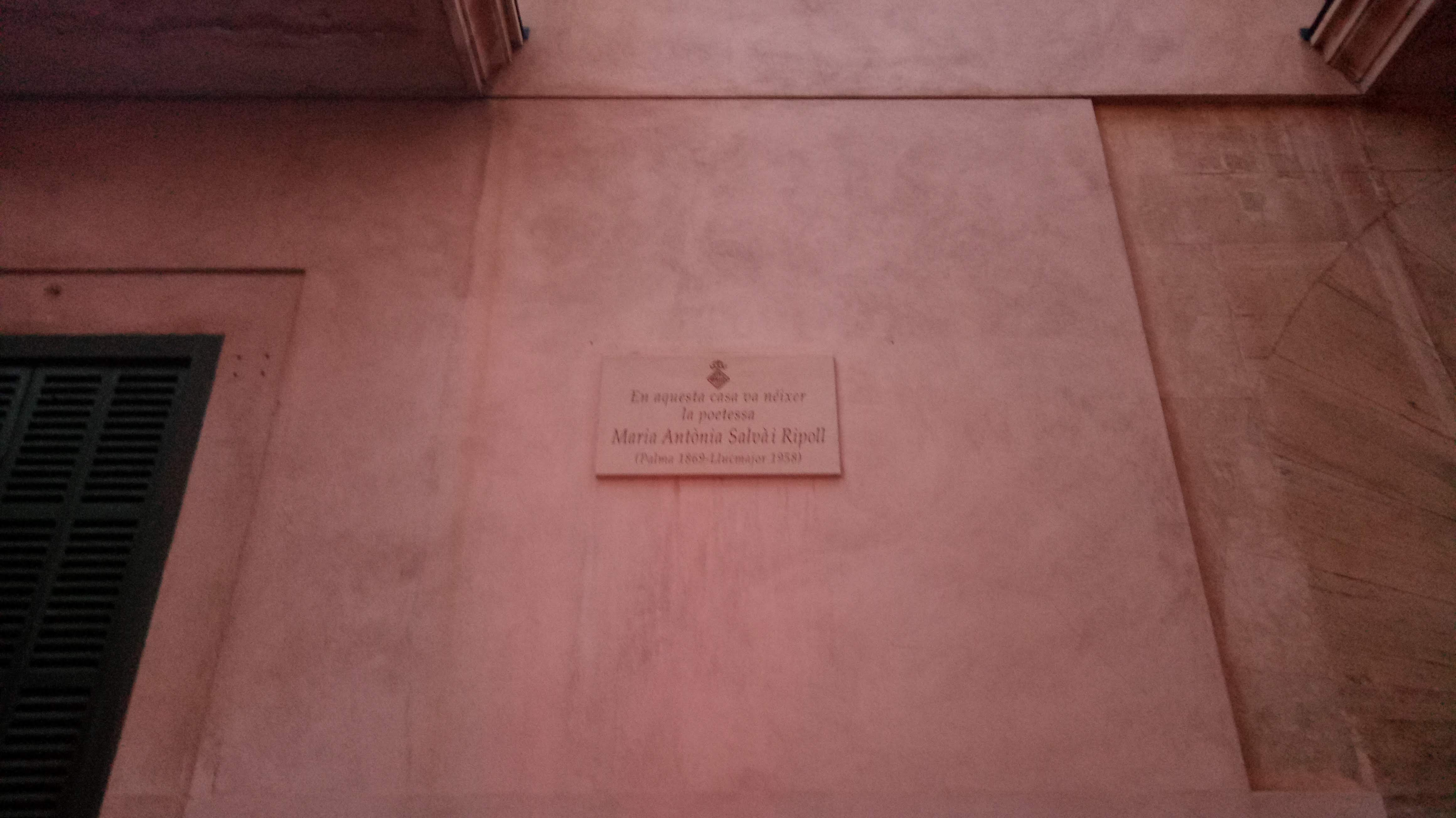
Placa que recorda la casa on nasqué, al carrer d'en Morei, Palma

Era la tercera i última filla de Francesc Salvà de sa Llapassa i Salvà i de Maria Josepa Ripoll i Palou. Òrfena de mare al cap de pocs mesos de néixer, el seu pare, que exercia d'advocat, la va confiar, a ella i al seu germà Antoni (1878-1949), a unes tietes a Llucmajor. Mentrestant, el seu pare s'instal·lava a Palma amb el fill gran, Francesc (1867-1950). Als sis anys va anar a viure amb el seu pare a Palma, i és educada al Col·legi de la Puresa. Des del bressol conviu amb la poesia popular dels glossadors. En el llibre de memòries Entre el record i l'enyorança escriu: «La meva afició als versos i al cançoneig, gairebé es podria dir que és en mi innata. La meva dida, Flauta de sobrenom, acostumava a dir que, quan me deslletà, ja sabia un enfilall de cançons.»
Als 14 o 15 anys d'edat ja escriu poemes en català. En els poemes autobiogràfics, mostra la consciència d'excepcionalitat amb què haurà de viure la seva escriptura durant la joventut i la primera maduresa pel fet de ser dona. Als setze anys torna a Llucmajor, on alterna l'estada entre la posada de sa Llapassa (al carrer Rei Jaume I de Llucmajor) i la possessió de sa Llapassa. A Palma, però, pot donar ales a la seva vocació a través de les relacions del seu pare. Coneix els intel·lectuals de la Renaixença mallorquina i la poesia romàntica: Josep Maria Quadrado, Pere d'Alcàntara Penya i, sobretot, les famílies Costa i Llobera i Ferrà, que marcaran la seva trajectòria literària.
Miquel Costa i Llobera va tenir una gran influència en ella, tal com explica al seu llibre autobiogràfic Entre el record i l'enyorança (1955). Així, el poeta pollencí es va convertir aviat en el seu "protector i guia literari", li va donar llibres, la va introduir als cercles literaris de Mallorca i també la va animar a publicar els seus primers poemes i traduccions.
El 1893 ell la dona a conèixer a les revistes de Catalunya i després segueix el seu procés literari fins a la publicació del primer llibre, Poesies, de 1910. Al mateix temps Salvà entra en contacte amb el Principat a través del jove Josep Carner i el seu nom és reclamat en les revistes noucentistes. Salvà també escriu prosa —un dietari sobre el viatge a Terra Santa que fa el 1907 juntament amb Miquel Costa i Llobera— i tradueix.
El seu nom va invariablement unit al de Frederic Mistral per les seves magnífiques traduccions del poeta provençal, sobretot per Mireia (1917), que la converteix en la primera traductora literària de l'època moderna. Després amplia les traduccions al francès i, sobretot, a l'italià. Incorpora al corpus literari català noms clau com Francis Jammes, Alessandro Manzoni i Giovanni Pascoli. Salvà era una poeta que es «disfressava» de traductora.
El 1918 rep un homenatge a Palma per part dels escriptors mallorquins. Presidit per Joan Alcover, s'hi afegeixen els poetes de les altres terres catalanes. Als anys vint troba la seva veu lírica més madura, en la línia postsimbolista, propera a Marià Manent. La poesia de Salvà va lligada a la contemplació de la natura del seu paisatge nadiu.
El 1935 presideix els Jocs Florals de Mallorca. En el seu discurs defensa la unitat de la llengua catalana per la qual va lluitar sempre, encara que per un moment, el 1939, es va manifestar a favor de la ideologia franquista per mor de la seva religiositat. Va ser un dels signants de la Resposta als Catalans, el juny de 1936. A més de Josep Carner, que la considerà una poetessa extraordinària i treballà per divulgar la seva obra, el seu interlocutor personal i literari més íntim va ser Miquel Ferrà «en qui tenia posada una plena, il·limitada confiança».
El 1948 Editorial Moll inicia la publicació de les Obres completes després de superar els entrebancs de la censura franquista. Això ha fet que algunes traduccions hagin restat inèdites durant dècades. Salvà va ser un referent per a les noves generacions que la visitaven a Llucmajor als anys quaranta i cinquanta . Allà hi morí a l'edat de 88 anys.

## Estil
Josep Maria Llompart diu d'ella: «S'ha dit que no pot esser causal que la més alta figura de l'escola mallorquina hagi estat una dona. El gust pels motius, per l'endreç, pel to menor i delicat, unit a la sensibilitat enyorosa i inconcreta, sol considerar-se com una qualitat femenina. I aquesta qualitat, típica de l'escola, defineix substancialment la poesia de Na Maria Antònia.»
Xesca Ensenyat diu: «No té cap ideari estètic ni pretensions intel·lectuals. És una poesia de l'anècdota quotidiana que enllaça amb el ruralisme, que és una constant dins la literatura catalana d'ençà de la Renaixença.»
Josep Carner diu: «Endreç angèlic, complaença íntima de cada cosa en el seu lloc, de cada emoció dins una música avinguda i escaient. Maria Antònia ens fa més pròxima o més sensibilitzada aquella identificació amb la bellesa: splendor ordinis (l'esplendor de l'ordre). Traspua cel. Qualsevol indici de pulcritud i de gràcia fa vibrar la deliciosa gratitud del seu cor. Maria Antònia replega avarament aquella mena de tast suprasensible que l'amor ens fa trobar en les estones fugisseres. Això tempera de suavitat la seva joia i la seva recança i dona a la seva veu una mena de carícia i fa que la seva espontaneïtat, nodrida de visions selectes, es produeixi en gràcia, i les seves estrofes, com diria el poble, no semblin tocades.»

## Obra literària
La seva obra se centra especialment en el paisatge, però en els poemes autobiogràfics mostra la consciència que la seva escriptura es veurà condicionada pel fet de ser dona.
El 1893 ja s'havien fet avenços pel que fa a la condició femenina. Al començament de l'era industrial es revaloritza l'educació i es reconeix la tasca de la dona com a educadora dels fills. Es dignifica el paper de la mare però alhora se la col·loca en una posició dependent, conceptualitzant-la com a ésser amorós la tasca del qual és estimar i sacrificar-se pel seu home i família. Les mateixes escriptores accepten aquest rol domèstic, accepten el fet que la seva escriptura sempre ocuparà una posició secundària enfront de les tasques de la llar. Amb aquestes restriccions, l'entorn admet la dona poeta. Les escriptores catalanes cerquen la consideració entre els patricis catalans de la Renaixença i sovint defensen elles mateixes aquest model de dona devota i dolça (Maria Josepa Massanés, tot i haver estat clau en la defensa de l'emancipació intel·lectual de la dona, limita els beneficis de l'educació femenina a la domesticitat i descriu pejorativament aquelles que abandonen la llar per la ploma en exercici de la seva independència (perfil encarnat en l'escriptora Aurore Dupin, coneguda com a George Sand) en el seu poema A una literata. Agna Valldaura, Victòria Penya i Joaquima Santa Maria també són d'aquesta opinió; compartir-la suposava l'acceptació del cercle cultural format en majoria per catòlics cultes i conservadors, encara que sovint suposés l'ofec de la pròpia obra. S'instava les dones a agrair a Déu la capacitat de crear poesia i no buscar vanitat personal ni actuar en l'esfera pública, posat que el seu lloc és la llar on tindran «l'escalf d'amor que en la família troba [la dona]. Allí viu, vora l'espòs, rodejada de fills».
Així es creaven sovint contradiccions introspectives en les escriptores, que havien de reivindicar-se com a tals i a l'hora encabir-se en aquest paper passiu. Maria Antònia admirava la figura de Santa Teresa de l'Infant Jesús, personatge admirat per la forta personalitat i càrrega terrenal, per tenir una vida atribolada, i abandona aviat una posició que la podia haver fet continuadora de la domesticitat. Josep Carner deia d'ella que «el món exterior li és dòcil: és l'alfabet, el teclat —la seda de brodar, si voleu— de les pròpies emocions». (Publicà el 1957 una extensa Antologia poètica sobre l'autora, precedida d'un important estudi crític sobre la seva obra.) 
Salvà configura el seu model de poeta a partir de l'aridesa, de la fortalesa aconseguida en saber emmotllar el seu afany de llibertat. La seva obra es converteix en font d'introspecció. Les composicions comencen a cobrar vida pròpia allunyades de la mirada externa, ornamentalment masculina, de l'intrús que els donava, fins ara, la raó de la seva existència. La seva temàtica floral no és una via fàcil d'expressió si ens atenim a la temàtica i el registre autoimposat de fer parlar allò més nimi i petit, però així aconsegueix deslligar-se d'allò intrínsecament femení (sovint s'ha volgut interpretar en els poemes de Maria Antònia una doble lectura, un simbolisme) pel que fa a la temàtica sense perdre'n l'aparença en l'estil.
A grans trets, la veu poètica de Maria Antònia fa una evolució clara fins als anys trenta i esdevé gradualment mirada al passat i expressió de la seva biografia en les dècades successives. Sobresurten les composicions escrites en els darrers anys del segle xix en què s'estableix relació entre el record d'un fet real i la plasmació de la natura. Els poemes canten un amor tendre, que té el poder de transformar les coses habituals. És la primera vegada que una poeta parla sobre el mateix desig, com a símptoma i prova del llarg recorregut que s'ha produït des que Josepa Massanés donava a conèixer el seu primer poemari seixanta anys abans. Salvà s'allunya definitivament de l'expressió estereotipada de la bellesa femenina; les flors esdevenen el correlat del desig d'una dona, en una línia d'interiorització que també revela, anys més tard, l'obra de Rosa Leveroni. Són remarcables els poemes inèdits, probablement escrits el 1898 Sembrant un cavaller i Desil·lusió.

### Obres publicades
- Poesies de Maria Antònia Salvà, publicades a Barcelona dins la col·lecció Lectura Popular Biblioteca d'autors catalans de la Ilustració Catalana, cap a l'any 1914 Jocs de nins (1903).
- Viatge a Orient (1907); 2a edició, aug., a cura de Lluïsa Julià, Barcelona: PAM,1989.
- Poesies. Palma: Colomar, 1910.
- Espigues en flor. Barcelona: Altés, 1926. 2a ed., Palma: Associació Institució Francesc de Borja Moll, 1981.
- La rosa dins la neu. (1931) (Jocs Florals de Barcelona, 1r accèssit a l'Englantina d'Or).
- Mistral (1932) (Jocs Florals de Barcelona).[9]
- De cara al pervindre. Mireio (1932) (Jocs Florals de Barcelona).[10]
- El retorn. Barcelona: Lluís Gili, 1934; Palma: Associació Institució Francesc de Borja Moll, 1981; 2a ed.
- Llepolies i joguines. Palma: Moll, 1946.
- Cel d'horabaixa. Palma: Moll, 1948. Palma: Associació Institució Francesc de Borja Moll, 1981; 2a ed.
- Lluneta del pagès. Palma: Moll, 1952. Palma: Associació Institució Francesc de Borja Moll, 1981; 2a ed.
- Entre el record i l'enyorança (1955). Palma: Associació Institució Francesc de Borja Moll, 1981; 2a ed.; prosa autobiogràfica.
- Llibre de poemes orientat a infants. Il·lustracions de Pavla Reznicková. Barcelona: PAM, 1990, col. «El Tinter dels Clàssics», 21,
- Poemas. Traducció de Jaume Pomar. Barcelona: Calembur, 2006.
- Correspondència entre Maria Antònia Salvà i Baltasar Coll Tomàs (1944-1957). Edició de Baltasar Coll Tomàs i Maria del Carme Bosch Juan. Palma: Muntaner, 2019.

#### Antologies
- Llibre de poesies per a servir de lectura a les escoles de Catalunya. Barcelona: Diputació de Barcelona, 1918.
- Maria Antònia Salvà. Tria i pròleg de Tomàs Garcés. Barcelona: Lira, 1923.
- Obres de Maria Antònia Salvà. Palma: Moll, 1948-1955, 6 vol.
- Antologia poètica. Tria i pròleg de Josep Carner. Barcelona: Selecta, 1957; 2a ed, 1996.
- Entre floricultores. Antologia poètica. Tria i pròleg de Lluïsa Julià, València: Vincle, 2020.

### Traduccions
- Frederic Mistral, Les Illes d'or. Barcelona: Lluís Gili, 1910; Barcelona: Selecta, 1955.
- Frederic Mistral. Mireia. Barcelona: Institut de la Llengua Catalana, 1917; Palma: Associació Institució Francesc de Borja Moll, 1981; Barcelona: Quaderns Crema, 2004; edició a càrrec de Lluïsa Julià.
- Andrée Bruguière de Gordot, Dins les ruïnes d'Empúries. Sonets (1918).
- Francis Jammes, Les geòrgiques cristianes. Barcelona: Publicacions de la Revista, 1918, col·lecció «Lírics Mundials», vol. II.
- Alessandro Manzoni, Els promesos. Barcelona: Catalana, 1923-1924; 2a ed., revisada per Francesc Vallverdú, Barcelona: Edicions 62, 1987.
- Petrarca, Sis sonets de Petrarca en el VI Centenari del seu enamorament de Laura, 6 d'abril de 1327 (1928).
- Petrarca, In vita di madonna Laura. In morte di madonna Laura.
- Santa Teresa de Jesús, Poemes de Santa Teresa de l'Infant Jesús (1945)
- Giovanni Pascoli, Poesies (1915-42) Publicat el 2002
- També va traduir Giosuè Carducci i Giacomo Leopardi a més de nombroses composicions poètiques en revistes diverses les quals van romandre inèdites, com el recull de Poesies (2002) de Pascoli.

## Reconeixement i memòria
Una escola d'educació infantil i educació primària de la barriada de Son Sardina, a Palma, porta el seu nom: CEIP Maria Antònia Salvà.